# Rudka (Chełm)
Pour les articles homonymes, voir Rudka.
Rudka (prononciation : [ˈrutka]) est un village polonais de la gmina de Chełm dans le powiat de Chełm de la voïvodie de Lublin dans l'est de la Pologne.
Le village compte approximativement une population de 346 habitants.

## Histoire
De 1975 à 1998, le village est attaché administrativement à la voïvodie de Chełm.

Depuis 1999, il fait partie de la voïvodie de Lublin.